# Ордерік Віталій
Ордерік Віталій (лат. Orderic Vitalis; 1075, Атчем — бл. 1142, Монастир св. Евруля) — середньовічний англійський хроніст, автор «Церковної історії», одного з найважливіших джерел інформації про історію Нормандії та Англії кінця XI — початку XII століття.

## Біографія
Ордерік був старшим сином французького священнослужителя Оделера з Орлеана, який переїхав до Англії, поступив на службу до графа Роджера Монтгомері і отримав від нього місце парафіяльного священника в одній з церков Шрусбері. У п'ятирічному віці Ордеріка направили в церковну школу Святих Петра і Павла в Шрусбері, якою керував англосакс Сівард. Коли Ордеріку виповнилося одинадцять, він вступив послушником в нормандський монастир Святого Евруля, також перебував під патронатом графа Роджера. У монастирі йому дали нове ім'я — Віталій, на честь одного з воїнів Фіванського легіону. 1093 року Ордерік Віталій став дияконом, 1107 року — священником. Іноді він покидав монастир: відомо, що Ордерік бував в Кройландському абатстві в Лінкольнширі, в Вустері, Камбре (1105) і Клюні (1132).
Крім священницької роботи, з ранніх років Ордерік Віталій захопився літературою і протягом багатьох років присвячував значну частину свого часу роботі по листуванню книг в скрипторіях. Між 1099 і 1122 роками йому доручили написати історію монастиря Святого Евруля. Робота Ордеріка, «Церковна історія» (лат. Historia Ecclesiastica), незабаром вийшла за рамки історії монастиря і перетворилася на загальний літопис його часу. Сама назва книги запозичена у Біди Високоповажного — найбільшого історика ранньосередньовічної Англії. В абатство Святого Евруля часто прибували і проводили тут останні роки життя нормандські лицарі із Сицилії, Південної Італії та Англії, його також відвідували священники з дочірніх монастирів в Південній Італії. В Англії у абатства були великі земельні володіння, подаровані ще Вільгельмом Завойовником. Це дозволяло Ордеріку Віталію збирати інформацію про історію сучасного світу і використовувати її при створенні своєї роботи.
«Церковна історія» завершується 1141 року і декількома зауваженнями про події 1142 року, причому Ордерік Віталій згадує у цих розділах, що сам він уже старий і хворий. Це дозволяє зробити висновок про смерть Ордеріка Віталія близько 1142 року.

## «Церковна історія»
«Церковна історія» Ордеріка Віталія складається з трьох розділів:
- Книги I і II, найменш цінні з історичної точки зору, розповідають про історію християнства з часів Ісуса Христа. Після 855 р. Ордерік Віталій обмежується списком римських пап, що завершується Інокентієм I. Ймовірно, ці книги були написані вже після завершення основної роботи в 1136–1141 рр.

- Книги III—VI являють собою центральну частину праці Ордеріка Віталія — літопис монастиря Святого Евруля. Вони були написані, очевидно, в 1123–1131 рр. В Четвертій і П'ятій книгах містяться також розповіді про діяння Вільгельма Завойовника в Нормандії та Англії. Відносно подій до 1067 року ці оповідання являють собою виклад відомостей з «Історії норманів» Вільгельма Жюмьєжського і «Діянь Вільгельма» Вільгельма Пуатевінського. Особливе значення мають глави, що описують події 1067–1071 рр., тобто перших років після нормандського завоювання Англії, які базуються на документах, що не дійшли до нашого часу в заключних розділах «Діянь Вільгельма». Після 1071 Ордерік Віталій виступає вже як незалежний історик, однак по повноті інформації ці книги поступаються пізнішим томам «Церковної історії».

- Книги VII—XIII присвячені політичній історії сучасності, церковні питання в них відтіснені на другий план. Це найцінніша з історичної точки зору частина роботи Ордеріка Віталія. На початку автор коротко розповідає історію Франції в період правління Каролінгів і ранніх Капетингів, а потім переходить до докладного викладу подій після 1082 року. У цих книгах Ордерік приділяє чимало уваги Священній Римській імперії, папству, норманським державам в Південній Італії і Першому хрестовому походу, однак головний інтерес для автора представляє сучасна йому історія Нормандії та Англії. Глави, присвячені Роберту III, Вільгельму II Руфусу і Генріху I Боклерка, містять унікальний матеріал і являють собою найважливіше джерело інформації з історії англонормандської монархії кінця XI — початку XII століття. Свій літопис Ордерік Віталій доводить до 1141 р до ураження і полону короля Стефана в битві при Лінкольні.

Хоча виклад історії у Ордеріка Віталія достатньо погано організовано і рясніє несподіваними відступами, а сам автор іноді плутається у хронології, книга містить безліч безцінних деталей, які відсутні в роботах інших хроністів. Особливу цінність представляє освітлення Ордеріком звичаїв та ідей свого часу, його проникливі зауваження про загальні тенденції розвитку історії. Тому «Церковна історія» є одним з найважливіших джерел з історії Англії ранньо-нормандського періоду, а також найповнішим зібранням даних з історії Нормандії XI — початку XII століття.